# أخواتية كثيب
أخواتية كثيب (بالإنجليزية: Sisterhood of Dune)‏ هي رواية خيال علمي صدرت عام 2012 بقلم برايان هربرت وكيفن أندرسون، تدور أحداثها في عالم كثيب الذي ألَّفه فرانك هربرت. إنها أول كتاب في ثلاثية مدارس كثيب العظيمة التمهيدية، والتي تعد في حد ذاتها تكملة لثلاثية أساطير كثيب. تدور أحداث الكتاب بعد ثمانين عامًا من أحداث كثيب: معركة كورين لعام 2004، حيث هزم الجيش البشري أخيرًا جيوش الآلات المفكرة للأومنيوس. الآن، تتعرض مدارس بني جيسيرت ومنتات وسوك الناشئة، بالإضافة إلى نقابة الفضاء، للتهديد من قبل القوى المستقلة المناهضة للتكنولوجيا التي اكتسبت السلطة في أعقاب الجهاد البطلري. ستؤرخ ثلاثية مدارس كثيب العظيمة، التي ذكرها أندرسون لأول مرة في منشور مدونة عام 2010، للسنوات الأولى لهذه المنظمات، والتي تظهر بشكل بارز في روايات كثيب الأصلية.
أخواتية كثيب هي مصدر إلهام لسلسلة كثيب: النبوءة، والتي كانت بمثابة بادئة لأفلام كثيب وكثيب: الجزء الثاني.

## الاستقبال
ظهرت رواية أخواتية كثيب لأول مرة في المرتبة 23 على قائمة نيويورك تايمز لأكثر الكتب مبيعًا. وصفتها مجلة بابليشرز ويكلي بأنها «مزيج سطحي ولكنه ممتع من أوبرا الفضاء ومسلسلات الأوبرا العائلية». وأشارت مجلة مجلة المكتبة إلى «الشخصيات المكتملة والحبكة المعقدة» في الرواية.